# Tetraloniella
Tetraloniella is een geslacht van vliesvleugelige insecten uit de familie bijen en hommels (Apidae)

## Soorten
- T. abessinica (Friese, 1915)
- T. abrochia Eardley, 1989
- T. albata (Cresson, 1872)
- T. alboscopacea (Friese, 1909)
- T. alticincta (Lepeletier, 1841)
- T. apicalis (Friese, 1905)
- T. arizonica (Cockerell, 1937)
- T. ataxia Eardley, 1989
- T. aurantiflava Eardley, 1989
- T. auricauda (LaBerge, 1970)
- T. ayala LaBerge, 2001
- T. balluca LaBerge, 2001
- T. bottandieri (Alfken, 1914)
- T. braunsiana (Friese, 1905)
- T. brevifellator (LaBerge, 1957)
- T. brevikeraia Eardley, 1989
- T. brevipennis (Cameron, 1898)
- T. brooksi Eardley, 1989
- T. cacuminis LaBerge, 2001
- T. capensis (Lepeletier, 1841)
- T. cinctella (Saunders, 1908)
- T. crenulaticornis (Cockerell, 1898)
- T. cressoniana (Cockerell, 1905)
- T. davidsoni (Cockerell, 1905)
- T. dentata (Germar, 1839)
- T. distata LaBerge, 2001
- T. donata (Cresson, 1878)
- T. elsei Eardley, 1989
- T. eriocarpi (Cockerell, 1898)
- T. fasciata (LaBerge, 1970)
- T. fasciatella (LaBerge, 1970)
- T. fastigiata LaBerge, 2001
- T. flagellicornis (Smith, 1879)
- T. flavifasciata (Cockerell, 1949)
- T. flaviscopa (Hedicke, 1933)
- T. friesei (Meade-Waldo, 1914)
- T. fulvescens (Giraud, 1863)
- T. fulvotecta (Cockerell, 1949)
- T. glabricornis (Cameron, 1908)
- T. graja (Eversmann, 1852)
- T. helianthorum (Cockerell, 1914)
- T. hohmanni (Tkalcu, 1993)
- T. holli (Alfken, 1914)
- T. imitatrix (Cockerell & Porter, 1899)
- T. incana LaBerge, 2001
- T. inermis (Friese, 1911)
- T. inulae (Tkalcu, 1979)
- T. jaliscoensis LaBerge, 2001
- T. julliani (Pérez, 1879)
- T. junodi (Friese, 1909)
- T. karooensis (Brauns, 1926)
- T. katangensis (Cockerell, 1930)
- T. keiseri (Benoist, 1962)
- T. lanzarotensis (Tkalcu, 1993)
- T. lippiae (Cockerell, 1904)
- T. longifellator (LaBerge, 1957)
- T. lyncea (Mocsáry, 1879)

- T. madecassa (Benoist, 1962)
- T. michaelseni (Friese, 1916)
- T. michoacanensis LaBerge, 2001
- T. minuta (Friese, 1905)
- T. minuticornis (Friese, 1905)
- T. minutilla LaBerge, 2001
- T. nana (Morawitz, 1874)
- T. nanula (Cockerell, 1932)
- T. nigricans (Cockerell, 1932)
- T. nigriceps (Morawitz, 1895)
- T. noguera LaBerge, 2001
- T. nostra (Cockerell, 1933)
- T. nursei Cockerell, 1922
- T. nyassana (Strand, 1911)
- T. ochraea LaBerge, 2001
- T. ogilviae (Cockerell, 1935)
- T. ottiliensis (Friese, 1905)
- T. pachysoma (Cockerell, 1905)
- T. paenalbata LaBerge, 2001
- T. paulyi Eardley, 2001
- T. pennata LaBerge, 2001
- T. perconcinna (Cockerell, 1949)
- T. pomonae (Cockerell, 1915)
- T. ruficornis (Fabricius, 1804)
- T. salicariae (Lepeletier, 1841)
- T. salviae (LaBerge, 1989)
- T. scabiosae (Mocsáry, 1881)
- T. sierranila Eardley, 1989
- T. silacea LaBerge, 2001
- T. simpsoni (Meade-Waldo, 1914)
- T. sjoestedti (Friese, 1909)
- T. snizeki (Tkalcu, 2003)
- T. sphaeralceae LaBerge, 2001
- T. spissa (Cresson, 1872)
- T. strigata (Lepeletier, 1841)
- T. tenuifasciata (Friese, 1911)
- T. tethepa Eardley, 2001
- T. trabeata LaBerge, 2001
- T. trimera (Risch, 2001)
- T. vandykei LaBerge, 2001
- T. vansoni (Cockerell, 1935)
- T. viator (Cockerell, 1911)
- T. watmoughi Eardley, 1989
- T. whiteheadi Eardley, 1989
- T. wilmattae (Cockerell, 1917)
- T. yanega LaBerge, 2001